# Іда (річка)
Іда (словац. Ida) — річка в Словаччині, ліва притока Бодви, протікає в окрузі Кошиці-околиця.
Довжина — 56,6 км; площа водозбору 376 км².
Витік знаходиться в масиві Воловські гори — на висоті 940 метрів. Впадають Чечейовецький потік і Конотопа.
Впадає у Бодву біля села Педер на висоті 181 метр над рівнем моря.